# Clover
Clover és una població dels Estats Units a l'estat de Carolina del Sud. Segons el cens del 2000 tenia 4.014 habitants.

## Demografia
Segons el cens del 2000, Clover tenia 4.014 habitants, 1.517 habitatges i 1.099 famílies. La densitat de població era de 553,5 habitants/km².
Dels 1.517 habitatges en un 35,7% hi vivien nens de menys de 18 anys, en un 48,2% hi vivien parelles casades, en un 19,6% dones solteres, i en un 27,5% no eren unitats familiars. En el 24,1% dels habitatges hi vivien persones soles el 10,9% de les quals corresponia a persones de 65 anys o més que vivien soles. El nombre mitjà de persones vivint en cada habitatge era de 2,64 i el nombre mitjà de persones que vivien en cada família era de 3,12.
Per edats la població es repartia de la següent manera: un 28,9% tenia menys de 18 anys, un 7,6% entre 18 i 24, un 29,7% entre 25 i 44, un 20,9% de 45 a 60 i un 12,8% 65 anys o més.
L'edat mediana era de 34 anys. Per cada 100 dones de 18 o més anys hi havia 85,1 homes.
La renda mediana per habitatge era de 37.335 $ i la renda mediana per família de 43.276 $. Els homes tenien una renda mediana de 33.945 $ mentre que les dones 19.840 $. La renda per capita de la població era de 16.774 $. Entorn del 13,4% de les famílies i el 15,8% de la població estaven per davall del llindar de pobresa.

## Poblacions més properes
El següent diagrama mostra les poblacions més properes.